# Mai 1773
Cette page présente les faits marquants du mois de mai 1773.

## Événements
- 8 mai, Égypte : assassinat du sultan Ali Bey al-Kabir[1]. Ses successeurs n’ont pas l’autorité suffisante pour contrôler son vaste empire. Pendant plus d’une vingtaine d’années, des guerres civiles ravagent le pays.
- 25 mai : toutes les distinctions légales entre anciens et nouveaux chrétiens sont définitivement abolies au Portugal[2].

## Naissances
- 15 mai : Klemens Wenzel von Metternich, diplomate et un homme politique autrichien.